# 礼紙
礼紙（らいし）とは、古文書学において用いられる用語で、文書が書かれた本紙に対して、本紙の裏側に添えた白紙。
書状および書状系統の公文書（綸旨・院宣など）で、1枚で内容を記し終わっても同質の白紙を添加して送達するのが礼儀とされた。本紙の裏側に礼紙の裏側を添えるように重ねた後、一緒に定められた形に折った。
通説では、1枚に書ききれない時や追而書を書く時には礼紙に記して2枚目としたとされている。これに対しては、少なくても室町時代の頃までは2枚目に本文や追而書を書いた場合にはその外側に更にもう1枚を添えてこれを礼紙とするのが礼儀であり、礼紙はあくまで白紙を用いたとする説もある。